# Siriwat Chotiwecharak
Siriwat Chotiwecharak (Thai ศิริวัฒน์ โชติเวชารักษ์, sinh ngày 20 tháng 4 năm 1989) là một cầu thủ bóng đá từ Thái Lan.